# Copa Libertadores 2011
Ročník 2011 Poháru osvoboditelů (španělsky Copa Libertadores) byl 52. ročníkem klubové soutěže pro nejlepší jihoamerické fotbalové týmy. Vítězem se stal tým Santos, který tak postoupil na Mistrovství světa ve fotbale klubů 2011.

## Účastníci
Účastnilo se 5 týmů z Argentiny a 5 z Brazílie. Dále brazilský Internacional, obhájce titulu. Z ostatních členských zemí CONMEBOL se účastnily 3 týmy. Byly také pozvány 3 týmy z Mexika, které je členem CONCACAF. Nejhůře umístěné týmy jednotlivých zemí se účastnily předkola.

## Předkolo
Úvodní zápasy hrány 25. ledna, odvety 3. února.
| Domácí v 1. zápase | Celkem | Hosté v 1. zápase   | 1. zápas | 2. zápas |
| ------------------ | ------ | ------------------- | -------- | -------- |
| CA Independiente   | 2:1    | Deportivo Quito     | 2:0      | 0:1      |
| Corinthians        | 0:2    | Deportes Tolima     | 0:0      | 0:2      |
| Liverpool FC       | 3:5    | Grêmio Porto Alegre | 2:2      | 1:3      |
| Alianza Lima       | 0:4    | Jaguares de Chiapas | 0:2      | 0:2      |
| Club Cerro Porteño | 2:1    | Deportivo Petare    | 1:0      | 1:1      |
| Club Bolívar       | 0:1    | Unión Española      | 0:1      | 0:0      |

## Základní skupiny
Skupinová fáze se hrála od 9. února do 20. dubna 2011.
|  | Tým postoupil do osmifinále. |

### Skupina 1
| Tým                    | Z | V | R | P | VG | IG | +/− | B  |
| ---------------------- | - | - | - | - | -- | -- | --- | -- |
| Libertad               | 6 | 4 | 2 | 0 | 13 | 5  | +8  | 14 |
| Once Caldas            | 6 | 1 | 4 | 1 | 7  | 8  | −1  | 7  |
| Universidad San Martín | 6 | 2 | 0 | 4 | 7  | 11 | −4  | 6  |
| San Luis               | 6 | 1 | 2 | 3 | 6  | 9  | −3  | 5  |

|                        | LIB | OCA | SLU | USM |
| ---------------------- | --- | --- | --- | --- |
| Libertad               |     | 2–2 | 2–0 | 5–1 |
| Once Caldas            | 1–1 |     | 1–1 | 0–3 |
| San Luis               | 1–2 | 1–1 |     | 3–1 |
| Universidad San Martín | 0–1 | 0–2 | 2–0 |     |

### Skupina 2
| Tým               | Z | V | R | P | VG | IG | +/− | B  |
| ----------------- | - | - | - | - | -- | -- | --- | -- |
| Junior            | 6 | 4 | 1 | 1 | 9  | 7  | +2  | 13 |
| Grêmio            | 6 | 3 | 1 | 2 | 9  | 6  | +3  | 10 |
| Oriente Petrolero | 6 | 2 | 0 | 4 | 7  | 8  | −1  | 6  |
| León de Huánuco   | 6 | 1 | 2 | 3 | 4  | 8  | −4  | 5  |

|                   | GRE | JUN | LHU | OPE |
| ----------------- | --- | --- | --- | --- |
| Grêmio            |     | 2–0 | 2–0 | 3–0 |
| Junior            | 2–1 |     | 1–1 | 2–1 |
| León de Huánuco   | 1–1 | 1–2 |     | 1–0 |
| Oriente Petrolero | 3–0 | 1–2 | 2–0 |     |

### Skupina 3
| Tým                | Z | V | R | P | VG | IG | +/− | B  |
| ------------------ | - | - | - | - | -- | -- | --- | -- |
| Club América       | 6 | 3 | 1 | 2 | 8  | 7  | +1  | 10 |
| Fluminense FC      | 6 | 2 | 2 | 2 | 9  | 9  | 0   | 8  |
| Nacional           | 6 | 2 | 2 | 2 | 3  | 3  | 0   | 8  |
| Argentinos Juniors | 6 | 2 | 1 | 3 | 9  | 10 | −1  | 7  |

|                    | AME | ARG | FLU | NAC |
| ------------------ | --- | --- | --- | --- |
| Club América       |     | 2–1 | 1–0 | 2–0 |
| Argentinos Juniors | 3–1 |     | 2−4 | 0–1 |
| Fluminense FC      | 3–2 | 2–2 |     | 0–0 |
| Nacional           | 0–0 | 0–1 | 2–0 |     |

### Skupina 4
| Tým                  | Z | V | R | P | VG | IG | +/− | B  |
| -------------------- | - | - | - | - | -- | -- | --- | -- |
| Universidad Católica | 6 | 3 | 2 | 1 | 11 | 9  | +2  | 11 |
| Vélez Sársfield      | 6 | 3 | 1 | 2 | 12 | 7  | +5  | 10 |
| Caracas              | 6 | 3 | 0 | 3 | 7  | 10 | −3  | 9  |
| Unión Española       | 6 | 1 | 1 | 4 | 7  | 11 | −4  | 4  |

|                      | CAR | UE  | UC  | VEL |
| -------------------- | --- | --- | --- | --- |
| Caracas              |     | 2–0 | 0–2 | 0−3 |
| Unión Española       | 1–2 |     | 2–2 | 2–1 |
| Universidad Católica | 1–3 | 2−1 |     | 0–0 |
| Vélez Sársfield      | 3–0 | 2–1 | 3–4 |     |

### Skupina 5
| Tým               | Z | V | R | P | VG | IG | +/− | B  |
| ----------------- | - | - | - | - | -- | -- | --- | -- |
| Cerro Porteño     | 6 | 3 | 2 | 1 | 13 | 8  | +5  | 11 |
| Santos            | 6 | 3 | 2 | 1 | 11 | 8  | +3  | 11 |
| Colo-Colo         | 6 | 3 | 0 | 3 | 15 | 16 | −1  | 9  |
| Deportivo Táchira | 6 | 0 | 2 | 4 | 5  | 12 | −7  | 2  |

|                   | CPO | COL | TAC | SAN |
| ----------------- | --- | --- | --- | --- |
| Cerro Porteño     |     | 5–2 | 1–1 | 1–2 |
| Colo-Colo         | 2–3 |     | 2–1 | 3–2 |
| Deportivo Táchira | 0–2 | 2–4 |     | 0–0 |
| Santos            | 1–1 | 3–2 | 3–1 |     |

### Skupina 6
| Tým               | Z | V | R | P | VG | IG | +/− | B  |
| ----------------- | - | - | - | - | -- | -- | --- | -- |
| Internacional     | 6 | 4 | 1 | 1 | 14 | 3  | +11 | 13 |
| Jaguares          | 6 | 3 | 0 | 3 | 6  | 8  | −2  | 9  |
| Emelec            | 6 | 2 | 2 | 2 | 4  | 5  | −1  | 8  |
| Jorge Wilstermann | 6 | 1 | 1 | 4 | 3  | 11 | −8  | 4  |

|                   | EME | INT | JAG | WIL |
| ----------------- | --- | --- | --- | --- |
| Emelec            |     | 1–1 | 1–0 | 1–0 |
| Internacional     | 2–0 |     | 4–0 | 3–0 |
| Jaguares          | 2–1 | 1–0 |     | 2–0 |
| Jorge Wilstermann | 0–0 | 1–4 | 2–1 |     |

### Skupina 7
| Tým             | Z | V | R | P | VG | IG | +/− | B  |
| --------------- | - | - | - | - | -- | -- | --- | -- |
| Cruzeiro        | 6 | 5 | 1 | 0 | 20 | 1  | +19 | 16 |
| Estudiantes     | 6 | 3 | 1 | 2 | 9  | 11 | −2  | 10 |
| Deportes Tolima | 6 | 2 | 2 | 2 | 5  | 8  | −3  | 8  |
| Guaraní         | 6 | 0 | 0 | 6 | 2  | 16 | −14 | 0  |

|                 | CRU | TOL | EST | GUA |
| --------------- | --- | --- | --- | --- |
| Cruzeiro        |     | 6–1 | 5–0 | 4–0 |
| Deportes Tolima | 0–0 |     | 1–1 | 1–0 |
| Estudiantes     | 0–3 | 1–0 |     | 5–1 |
| Guaraní         | 0–2 | 0–2 | 1–2 |     |

### Skupina 8
| Tým              | Z | V | R | P | VG | IG | +/− | B  |
| ---------------- | - | - | - | - | -- | -- | --- | -- |
| LDU Quito        | 6 | 3 | 1 | 2 | 12 | 4  | +8  | 10 |
| CA Peñarol       | 6 | 3 | 0 | 3 | 6  | 11 | −5  | 9  |
| CA Independiente | 6 | 2 | 2 | 2 | 7  | 8  | −1  | 8  |
| Godoy Cruz       | 6 | 2 | 1 | 3 | 8  | 10 | −2  | 7  |

|               | GCR | IND | LDU | PEN |
| ------------- | --- | --- | --- | --- |
| Godoy Cruz    |     | 1–1 | 2–1 | 1–3 |
| Independiente | 1–3 |     | 1–1 | 3–0 |
| LDU Quito     | 2–0 | 3–0 |     | 5–0 |
| CA Peñarol    | 2–1 | 0–1 | 1–0 |     |

## Vyřazovací část
Vyřazovací část se hrála systémem doma-venku. V případě rovnosti skóre rozhodovalo pravidlo venkovních gólů, které však nerozhodovalo ve finále. V případě, že pravidlo venkovních gólů nerozhodlo, přišel na řadu okamžitě penaltový rozstřel (nehrálo se prodloužení). Prodloužení by bylo užito pouze ve finále.
Postupující do vyřazovací části byli seřazeni do žebříčku (pozice 1.–8. zaujaly 1. týmy z každé základní skupiny, pozice 9.–16. zaujaly 2. týmy z každé základní skupiny). V osmifinále se utkal tým nasazený 1. s týmem 16., 2. tým s 15., atd.

### Kvalifikované týmy
| # | Tým                  | B  | +/− | VG | VG venku |
| - | -------------------- | -- | --- | -- | -------- |
| 1 | Cruzeiro             | 16 | +19 | 20 | 5        |
| 2 | Libertad             | 14 | +8  | 13 | 4        |
| 3 | Internacional        | 13 | +11 | 14 | 5        |
| 4 | Junior               | 13 | +2  | 9  | 4        |
| 5 | Cerro Porteño        | 11 | +5  | 13 | 6        |
| 6 | Universidad Católica | 11 | +2  | 11 | 8        |
| 7 | LDU Quito            | 10 | +8  | 12 | 2        |
| 8 | América              | 10 | +1  | 8  | 3        |

| #  | Tým             | B  | +/− | VG | VG venku |
| -- | --------------- | -- | --- | -- | -------- |
| 9  | Santos          | 11 | +3  | 11 | 4        |
| 10 | Vélez Sársfield | 10 | +5  | 12 | 4        |
| 11 | Grêmio          | 10 | +3  | 9  | 2        |
| 12 | Estudiantes     | 10 | −2  | 9  | 3        |
| 13 | Jaguares        | 9  | −2  | 6  | 1        |
| 14 | CA Peñarol      | 9  | −5  | 6  | 3        |
| 15 | Fluminense      | 8  | 0   | 9  | 4        |
| 16 | Once Caldas     | 7  | −1  | 7  | 5        |

### Osmifinále
Zápasy hrány od 26. dubna do 5. května.
| Domácí v 1. zápase      | Celkem         | Hosté v 1. zápase       | 1. zápas | 2. zápas |
| ----------------------- | -------------- | ----------------------- | -------- | -------- |
| Once Caldas             | 3:2            | Cruzeiro Belo Horizonte | 1:2      | 2:0      |
| Fluminense FC           | 3:4            | Club Libertad           | 3:1      | 0:3      |
| CA Peñarol              | 3:2            | SC Internacional        | 1:1      | 2:1      |
| Jaguares de Chiapas     | (v)4:4         | Atlético Junior         | 1:1      | 3:3      |
| Estudiantes de La Plata | 0:0 (3:5 pen.) | Club Cerro Porteño      | 0:0      | 0:0      |
| Grêmio                  | 1:3            | CD Universidad Católica | 1:2      | 0:1      |
| CA Vélez Sársfield      | 5:0            | LDU Quito               | 3:0      | 2:0      |
| Santos                  | 1:0            | Club América            | 1:0      | 0:0      |

### Čtvrtfinále
Zápasy hrány od 11. do 19. května.
| Domácí v 1. zápase  | Celkem | Hosté v 1. zápase       | 1. zápas | 2. zápas |
| ------------------- | ------ | ----------------------- | -------- | -------- |
| Once Caldas         | 1:2    | Santos                  | 0:1      | 1:1      |
| CA Vélez Sársfield  | 7:2    | Club Libertad           | 3:0      | 4:2      |
| CA Peñarol          | 3:2    | CD Universidad Católica | 2:0      | 1:2      |
| Jaguares de Chiapas | 1:2    | Club Cerro Porteño      | 1:1      | 0:1      |

### Semifinále
Zápasy hrány od 25. května do 2. června.
| Domácí v 1. zápase | Celkem | Hosté v 1. zápase  | 1. zápas | 2. zápas |
| ------------------ | ------ | ------------------ | -------- | -------- |
| Santos             | 4:3    | Club Cerro Porteño | 1:0      | 3:3      |
| CA Peñarol         | (v)2:2 | CA Vélez Sársfield | 1:0      | 1:2      |

### Finále
| 15. června 2011 21:50 UTC-3 |        |           |                                                                     |
| CA Peñarol                  | 0 – 0  | Santos FC | Estadio Centenario, Montevideo rozhodčí: Carlos Amarilla (Paraguay) |
|                             | Report |           | Estadio Centenario, Montevideo rozhodčí: Carlos Amarilla (Paraguay) |

| 22. června 2011 21:50 UTC-3 |        |                  | |
| Santos FC                   | 2 – 1  | CA Peñarol       | Estádio Municipal Paulo Machado de Carvalho (Pacaembu), São Paulo rozhodčí: Sergio Pezzota (Argentina) |
| Neymar 46' Danilo 68'       | Report | Durval 79' (vl.) | Estádio Municipal Paulo Machado de Carvalho (Pacaembu), São Paulo rozhodčí: Sergio Pezzota (Argentina) |

| Vítěz Copa Libertadores 2011 Santos Třetí titul |